# Ceriagrion nigroflavum
Ceriagrion nigroflavum är en trollsländeart som beskrevs av Fraser 1933. Ceriagrion nigroflavum ingår i släktet Ceriagrion och familjen dammflicksländor. IUCN kategoriserar arten globalt som otillräckligt studerad. Inga underarter finns listade i Catalogue of Life.